# TMEM178A
TMEM178A (англ. Transmembrane protein 178A) – білок, який кодується однойменним геном, розташованим у людей на 2-й хромосомі. Довжина поліпептидного ланцюга білка становить 297 амінокислот, а молекулярна маса — 33 019.
| 10         |  | 20         |  | 30         |  | 40         |  | 50         |
| ---------- |  | ---------- |  | ---------- |  | ---------- |  | ---------- |
| MEPRALVTAL |  | SLGLSLCSLG |  | LLVTAIFTDH |  | WYETDPRRHK |  | ESCERSRAGA |
| DPPDQKNRLM |  | PLSHLPLRDS |  | PPLGRRLLPG |  | GPGRADPESW |  | RSLLGLGGLD |
| AECGRPLFAT |  | YSGLWRKCYF |  | LGIDRDIDTL |  | ILKGIAQRCT |  | AIKYHFSQPI |
| RLRNIPFNLT |  | KTIQQDEWHL |  | LHLRRITAGF |  | LGMAVAVLLC |  | GCIVATVSFF |
| WEESLTQHVA |  | GLLFLMTGIF |  | CTISLCTYAA |  | SISYDLNRLP |  | KLIYSLPADV |
| EHGYSWSIFC |  | AWCSLGFIVA |  | AGGLCIAYPF |  | ISRTKIAQLK |  | SGRDSTV    |

A: Аланін

C: Цистеїн

D: Аспарагінова кислота

E: Глутамінова кислота

F: Фенілаланін

G: Гліцин

H: Гістидин

I: Ізолейцин

K: Лізин

L: Лейцин

M: Метіонін

N: Аспарагін

P: Пролін

Q: Глутамін

R: Аргінін

S: Серин

T: Треонін

V: Валін

W: Триптофан

Задіяний у такому біологічному процесі, як альтернативний сплайсинг. 
Локалізований у мембрані, ендоплазматичному ретикулумі.